# Brandeis Brief
Als Brandeis Brief (engl. brief = Schriftsatz) wird im US-amerikanischen Recht ein Schriftsatz bezeichnet, der umfangreiches rechtstatsächliches und rechtsvergleichendes Material zu der streitigen Rechtsfrage enthält. Derartiges Material kann aus dem Bereich der Soziologie, Psychologie, Wirtschaftswissenschaft etc. gewonnen werden und stellt eine Abweichung zu der im kontinentalen Rechtskreis weitaus üblicheren Argumentation mittels dogmatischer und systematischer Argumente dar. Der Begriff geht auf den amerikanischen Juristen Louis Brandeis zurück, der diese Strategie zuerst angewandt hat.